# Sarah Kay
Sarah Kay, pseudonimo di Vivien Kubbos (1944), è un'illustratrice australiana, autrice di una serie di opere note con il suo pseudonimo che dagli anni settanta hanno avuto una vasta diffusione nel mondo e ha generato merchandising sia in Australia che in Europa.

## Biografia
Appassionata di disegno, studiò presso un'accademia d'arte. A vent'anni venne assunta da un'agenzia pubblicitaria per fare la stilista. Durante gli anni settanta viveva a Sidney e, dopo il matrimonio e la nascita delle due figlie, a seguito della grave malattia che colpì una delle due, iniziò a realizzare disegni di bambini ispirati ai ricordi della sua infanzia presso la fattoria dei nonni. Le illustrazioni raffiguravano bambini felici con abbigliamento ispirato al liberty in un contesto sereno e bucolico, con animali e piante in un mondo armonioso. Questi disegni vennero proposti ad alcuni editori e vennero così impiegati inizialmente per produrre biglietti d'auguri che riscossero un immediato successo in Australia e poi anche in Europa durante gli anni ottanta, divenendo poi oggetto di un vasto merchandising.
Negli anni '90 ha illustrato con disegni a matita in bianco e nero i libri della serie Pony Pals della scrittrice americana Jeanne Betancourt, edita da Scholastic.

## Opere
Illustrazioni
- The Wizard of Jenolan di Nuri Mass. Just Solutions, Chatswood 1993, ISBN 9780646144276.
- Shadow of the Serpent di Shannah Jay. Pan Macmillan Australia, Sydney 1995.
- Every Child di Edna Casler Joll. Weldon Kids, Sydney 1995, ISBN 1863023690.
- A Tiny Bunny Tale di Deborah Bibby. Box Press, Surry Hills 1996.
- A Cake for Mum di Margaret McAlister. Rigby Heinemann, Port Melbourne 1997, ISBN 9780731222377.
- Pony Pals di Jeanne Betancourt. Scholastic, Wilkinsburg (Pennsylvania) 1995–2003